# Caná de Galilea

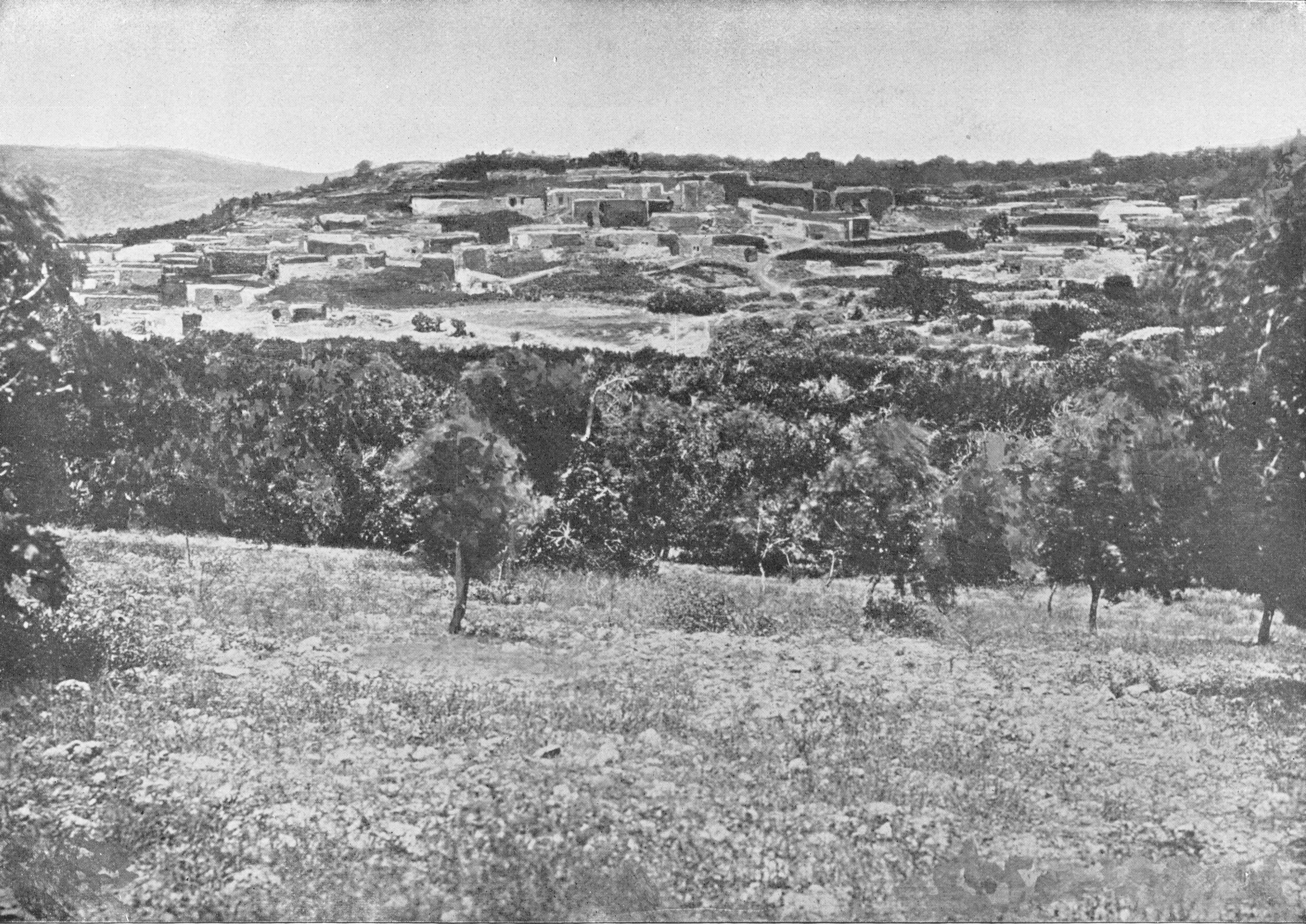
Kafar Kanna, el lugar que la tradición actual considera "Caná de Galilea". La tierra santa Fotografiada por Daniel B. Shepp. 1894

Caná de Galilea (en griego antiguo: Κανὰ τῆς Γαλιλαίας) es el lugar en que sucedió el episodio del Nuevo Testamento conocido como las Bodas de Caná, donde Jesús realizó el milagro de convertir el agua en vino (Juan 2).
La ubicación exacta de este pueblo es discutida. Actualmente lo más común es identificar la antigua Caná con el pueblo árabe-israelí Kafar Kanna, a pocos kilómetros de Nazaret. Sin embargo, al parecer durante las épocas bizantina y cruzada los peregrinos identificaban el pueblo del milagro con Khirbet Qana, algunos kilómetros más al norte. Finalmente, otros autores han propuesto Reineh (cerca de Kafar Kanna) y Qana en el Líbano como otras ubicaciones alternativas.
El significado del nombre "Caná" es dudoso, pero podría derivar del hebreo o arameo para cañas.

### Referencias bíblicas

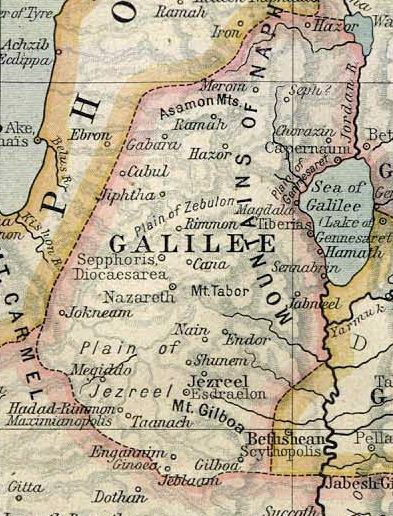
El Shepherd's Historical Atlas (1923) define con precisión la ubicación de Caná. Los estudiosos modernos están menos seguros.

## Ubicación de Caná

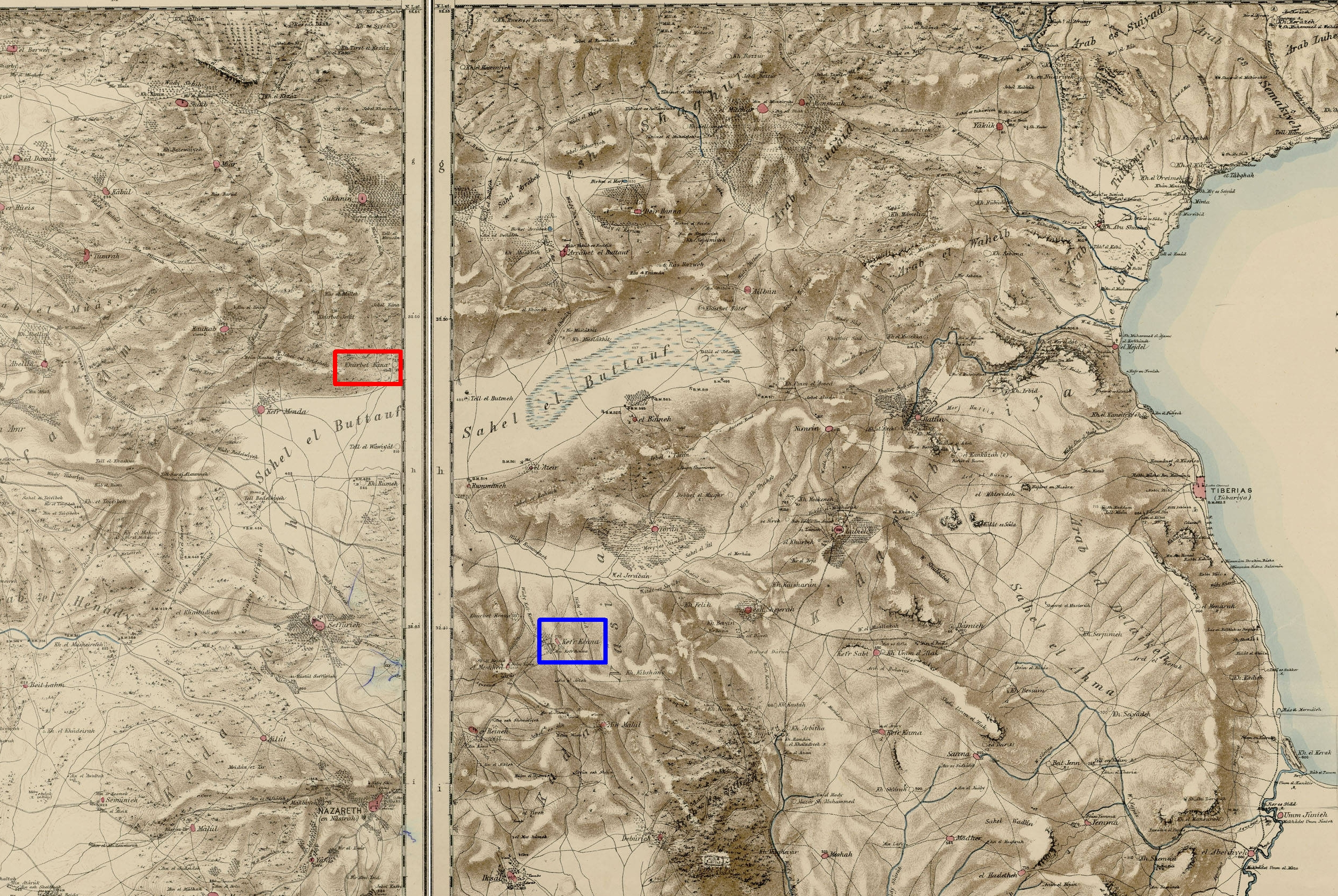
Mapa de la Galilea Baja con las dos ubicaciones más plausibles de Caná: Kafar Kanna en azul; Khirbet Qana en rojo.

### Reineh, Israel

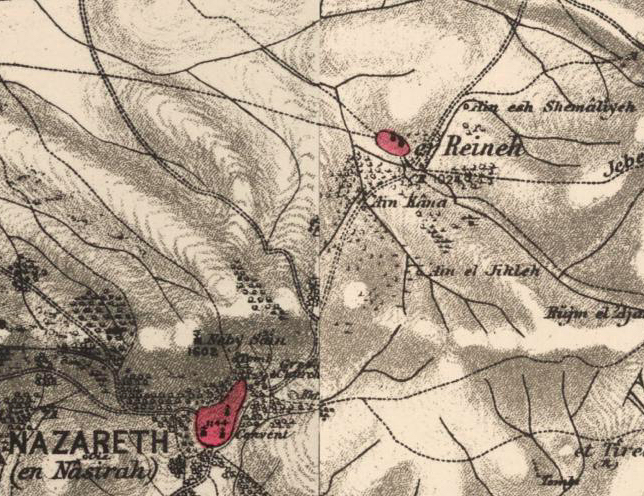
Reineh en la PEF Survey of Palestine de 1870, donde se muestra Ain Kana. Claude Reignier Conder identificó Ain Kana como la ubicación de Caná Bíblico.